# Colombar de Formose
Treron formosae
Espèce
Statut de conservation UICN

 NT  : Quasi menacé
Le Colombar de Formose (Treron formosae) est une espèce d’oiseaux d'Asie appartenant à la famille des Columbidae. On le trouve à Taïwan et aux Philippines.